# Östersund Marathon
Östersund Marathon, var ett maratonlopp som arrangerades i slutet av juli i Östersund varje år mellan 2006 och 2010.
Östersund marathon var en av få svenska maratontävlingar där banan saknar vändpunkter, det vill säga den följer ett enda varv från start till mål. Sträckningen gick sedan 2008 från den nybyggda Jämtkraft Arena i Östersund runt Brunfloviken och över Vallsundsbron, innan målgången i Badhusparken i stadens centrum. Det var ett av få maratonlopp i Sverige som gick riktigt nära stadens centrum, även om det här bara var målgången. 2010 fick dock banan ett nytt upplägg med start och mål i Badhusparken, en sträckning längs Brunflovikens västra del samt vändpunkt i Brunflo.
Från 2011 och framåt arrangeras endast ett halvmaratonlopp och ett 11 km lopp, under namnet Jämtland på fötter.
Segrare har varit:
- 2006: Leif Hansson, Sollefteå (2006)
- 2007: Johan Olsson, Kvarnsveden (2007)
- 2008: Wilson Kogo, Kenya (2008)
- 2009: Joseph Kimisi, Kenya (2009), 2:36:04 (loppets rekord)
- 2010: Jörgen Holmqvist, Heleneholms IF, 2:53:23

Förutom den traditionella maratondistansen hölls det inom ramen för arrangemanget även ett halvmaratonlopp och en stafettävling. Antal maratondeltagare ökade de första åren men har sedan minskat till 59 st år 2010.